# 蒙特聖胡安
蒙特聖胡安（西班牙語：Monte San Juan），是薩爾瓦多的城鎮，位於該國中部，由庫斯卡特蘭省負責管轄，面積26.62平方公里，海拔高度657米，2007年人口10,224，人口密度每平方公里384.07人。
13°46′N 88°57′W / 13.767°N 88.950°W